# Dave Hodges
Pour les articles homonymes, voir Hodges.
Pas d'image ? Cliquez ici

a Compétitions nationales et continentales officielles uniquement.

b Matchs officiels uniquement.
David Todd Hodges dit « Dave Hodges », né le 15 septembre 1968 à Long Beach, est un joueur américain de rugby à XV qui a joué avec l'équipe des États-Unis de 1996 à 2004, évoluant au poste de troisième ligne.

## Biographie
Dave Hodges obtient sa première cape internationale le 21 septembre 1996 à l’occasion d’un match contre l'équipe d'Uruguay. Sa dernière sélection a lieu contre l'équipe de France le 3 juillet 2004. Il est 28 fois capitaine de l'équipe des États-Unis. Il dispute trois matchs de la Coupe du monde 1999 et quatre matchs de la Coupe du monde 2003.
Il effectue sa carrière professionnelle au pays de Galles, avec Llanelli, Bridgend et les Llanelli Scarlets,.

## Statistiques en équipe nationale
- 53 sélections
- 20 points (4 essais)
- Sélections par années : 1 en 1996, 2 en 1997, 11 en 1998, 9 en 1999, 8 en 2000, 5 en 2001, 7 en 2002, 8 en 2003, 2 en 2004